# Instrumentella temperaturobservationer

Korrelation för uppmätta temperaturdata från olika källor, några är daterade från 1850.

Instrumentella temperaturobservationer anger temperaturen i jordens klimatsystem baserat på historiska data från mätningar in situ av luft- och havstemperaturer vid jordytan.
Data har samlats in från tusentals meteorologiska stationer, bojar och fartyg runt om i världen. De längst pågående temperaturobservationerna är temperaturserien från Central England, som startade 1659.
Under de senaste decennierna har mer omfattande mätningar av havstemperaturer på olika djup möjliggjort uppskattningar av havens värmeinnehåll. Dessa mätningar ingår inte i globala data för yttemperatur.